# Claudio Miranda
Claudio Miranda (Valparaíso, 13 de março de 1965) é um diretor de fotografia chileno, premiado com o Oscar de melhor fotografia de 2013 pelo filme "Life of Pi".
Ele deixou seu país natal com apenas um ano, radicando-se com a família nos Estados Unidos. Antes, ele já havia sido indicado ao mesmo prêmio por seu trabalho no filme O Curioso Caso de Benjamín Button.